# Милорад Ступовски
Милорад Ступовски (Београд, 1. децембар 1938) је српски вајар.

## Биографија
Рођен је 1. децембра 1938. у Београду. Дипломирао је вајарство на Факултету ликовних уметности Универзитета уметности у Београду у класи Илије Коларевића, а постдипломске студије у класама Јована Кратохвила 1967. и Миће Поповића. Завршио је специјалку у Београду. Курс за мозаик је похађао и специјализовао у Варени. Током студија је путовао у Италију, Совјетски Савез, Мађарску и Чехословачку Социјалистичку Републику. Први пут је излагао 1964. године. Самостално је излагао у Београду 1968, учествовао је у групним изложбама Удружења ликовних уметника Србије 1962—1974, Октобарском салону 1964—1970, изложбама скулптура у слободном простору у Београду 1968, 1969. и 1971, изложби југословенског портрета у Тузли и изложби „НОБ у делима ликовних уметника Југославије” 1971. године. Бави се вајарством, сликарством и графиком. Добитник је награде на изложби „Војници – ликовни уметници” 1966, друге награде Дома војске у Београду, награде „Југоекспорта” на изложби „Човек и машта” и награде из фонда „Сретен Стојановић” 1967, „Златко длето” на Јесењој изложби УЛУС-а 1969. и златне медаље на Бијеналу скулптуре у Трсту 1974. године. Његова скулптура „Торзо” је изложена у Дому гарде у Београду и „Мамут” на Калемегдану. Његова дела се налазе у Музеју савремене уметности у Београду.